# Quadrimestre
Il quadrimestre (dal latino: quadrimestris) è una suddivisione dell'anno in periodi di quattro mesi l'uno. 

## Il quadrimestre nel sistema scolastico
Tale unità di misura è stata largamente adottata, in Italia, in ambito scolastico, dove la fine del primo quadrimestre, ed il conseguente inizio del secondo, coincide con la fine di gennaio.
Nelle scuole che adottano la divisione in quadrimestri al termine del primo di questi viene compilata agli insegnanti, e consegnata alle famiglie, la scheda di valutazione periodica, documento che ha sostituito le tradizionali pagelle scolastiche.
Al termine secondo quadrimestre, circa metà giugno, viene nuovamente compilata la scheda di valutazione e vengono esposti i quadri riassuntivi degli allievi ammessi, o non ammessi, all'anno successivo, o agli esami che concludono un ciclo di studi.
Nel mondo accademico statunitense il quarter è un periodo simile al trimestre, ma di maggiore durata (circa 10 settimane invece di 9).
Alcune scuole, soprattutto secondarie di secondo grado, hanno invece mantenuto la tradizionale divisione dell'anno scolastico in trimestri compilando quindi la scheda di valutazione tre volte invece che due, oppure applicano una divisione che contempla un primo trimestre, al termine del quale segue una prima valutazione, ed un successivo secondo pentamestre che si conclude con lo scrutinio finale.

## Il quadrimestre nel mondo economico
Nel mondo economico e fiscale è più diffusa la suddivisione in trimestri, mentre alcune certificazioni di bilancio e le attestazioni di regolare iscrizione agli istituti di previdenza obbligatoria vengono emesse con cadenza quadrimestrale.